# Mimosybra gebeensis
Mimosybra gebeensis es una especie de escarabajo del género Mimosybra, familia Cerambycidae. Fue descrita científicamente por Breuning en 1961.
Se distribuye por Papúa Nueva Guinea. Posee una longitud corporal de 8 milímetros.